# Coast to Coast Motel
Albums de G. Love and Special Sauce
G. Love and Special Sauce
(1994) Yeah, It's That Easy
(1997)
Coast to Coast Motel est le deuxième album de G. Love and Special Sauce, sorti en 1995.

## L'album

### Titres
Tous les titres sont de Garrett Dutton (G. Love). 
1. Sweet Sugar Mama (G. Love, J. Clemens, J. Prescott) (4:05)
2. Leaving the City (3:40)
3. Nancy (G. Love, J. Clemens, J. Prescott) (3:21)
4. Kiss and Tell (3:14)
5. Chains #3 (G. Love, J. Clemens, J. Prescott) (2:58)
6. Sometimes (4:23)
7. Everybody (3:40)
8. Soda Pop (G. Love, J. Clemens) (3:49)
9. Bye Bye Baby (4:39)
10. Tomorrow Night (4:55)
11. Small Fish (G. Love, J. Clemens, J. Prescott) (5:21)
12. Coming Home (4:35)

### Musiciens
- Garrett Dutton (G. Love) : guitare, harmonica, voix
- Jeffrey Clemens : batterie, percussions, voix
- Jimmy Prescott : basse, contrebasse
- Rebirth Brass Band : cuivres
- Jim Dickinson : piano électrique
- BroDeeva : chœurs